# Rainer Skrotzki

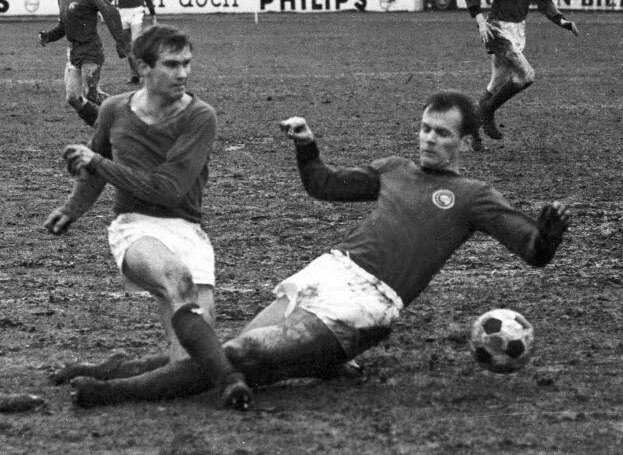
Rainer Skrotzki (li.) im Fußballspiel Holstein Kiel gegen Concordia Hamburg (1966)

Rainer Skrotzki (* 25. Mai 1945; † 4. März 2002) war ein deutscher Fußballspieler. Der Offensivspieler hat von 1970 bis 1972 bei Eintracht Braunschweig 36 Ligaspiele (2 Tore) in der Fußball-Bundesliga und von 1974 bis 1976 beim 1. FC Schweinfurt in der 2. Fußball-Bundesliga 54 Ligaspiele (8 Tore) absolviert.

## Laufbahn
Über die Stationen TSV Klausdorf und SC Comet Kiel kam das junge Offensivtalent nach Neumünster. Seine höherklassige Karriere begann beim VfR Neumünster in der Saison 1964/65 in der damals zweitklassigen Fußball-Regionalliga Nord. Mit dem Team um Mitspieler wie Hartmut Burandt, Manfred Buttgereit, Klaus Kähler, Jürgen Schmahl und Karlheinz Stegelmann absolvierte der 19-jährige Angreifer 29 Regionalligaspiele und erzielte 13 Tore. Die Lila-Weißen stiegen aber als 16. in das Amateurlager ab und Skrotzki unterschrieb beim Meister des Jahres 1965, Holstein Kiel, einen neuen Vertrag und verblieb deshalb weiter in der Zweitklassigkeit der Regionalliga Nord. In Kiel erlebte er von 1965 bis 1967 zwei erfolgreiche Runden, die „Störche“ erreichten jeweils den 3. Rang, in beiden Runden punktgleich mit Vizemeister Göttingen 05. Der Neuzugang vom VfR Neumünster debütierte am Starttag der Saison 1965/66, den 15. August 1965, bei einem 2:1-Heimerfolg gegen Bremerhaven 93 unter Trainer Hellmut Meidt auf Linksaußen beim Titelverteidiger Holstein Kiel in der Regionalliga Nord. Der Angriff der Kieler war mit Gerd Koll, Franz-Josef Hönig, Gerd Saborowski, Jürgen Rohweder und Skrotzki dabei aufgelaufen. Mit dem im Vorjahr aus Neumünster zum KSV gewechselten Rohweder bildete Skrotzki die linke Angriffsseite. Dem Offensivkader der Blau-Weiß-Roten gehörten auch noch Otto Hartz und Josef Pistauer an. Am Rundenende hatte Skrotzki in 26 Ligaeinsätzen drei Tore erzielt. Das Startspiel 1966/67 gegen den VfV Hildesheim entschied der auf beiden Seiten am Flügel einsetzbare Spieler am 28. August 1966 mit einem Treffer zu einem 1:0-Heimerfolg unter Trainer Rudi Faßnacht. Mit Friedemann Paulick, Winfried Schülke und Hans-Joachim Weller waren drei Neuzugänge nach Kiel gekommen. Mit der 0:2-Auswärtsniederlage am vorletzten Spieltag, den 4. Mai beim SC Sperber Hamburg, verlor Kiel das Rennen um die Vizemeisterschaft und musste sich erneut mit dem 3. Rang begnügen. Mit dem abschließenden 0:0 in Kiel reichte es für Göttingen zum Einzug in die Bundesligaaufstiegsrunde. Skrotzki hatte in 21 Ligaspielen fünf Tore erzielt. Zur Runde 1967/68 unterschrieb er beim FC Bayern Hof in der Fußball-Regionalliga Süd einen neuen Vertrag.
Unter Trainer Heinz Elzner und an der Seite von Siegfried Stark und Wolfgang Breuer gewann er vor Kickers Offenbach die Südmeisterschaft. In 24 Ligaeinsätzen hatte er vier Tore erzielt. In der Bundesligaaufstiegsrunde kam er nur in den zwei Spielen gegen Rot-Weiss Essen (0:1) und Göttingen 05 (1:3) zum Einsatz. Nach nur einem Jahr verließ er die Oberfranken und zog in das Bergische Land zum Wuppertaler SV in die Regionalliga West. Trainer Horst Buhtz baute im Stadion am Zoo eine neue Mannschaft auf und startete mit Rechtsaußen Skrotzki am 18. August 1968 mit einem 2:0-Heimerfolg gegen Fortuna Düsseldorf vor 20.000 Zuschauern in die Saison. Skrotzki bestritt alle 34 Ligaspiele, erzielte fünf Tore und der WSV belegte den 5. Rang. Als Buhtz zur zweiten Saison 1969/70 mit Flügelstürmer Gustav Jung und Kopfballspezialist Günter Pröpper zwei genau passende neue Spieler dazu holte, verbesserte sich Wuppertal auf den 3. Rang. Wiederum hatte Skrotzki fünf Tore erzielt, jetzt aber in 28 Ligaeinsätzen. Die guten Leistungen von Skrotzki veranlassten den Bundesligisten Eintracht Braunschweig vor der Saison 1970/71 zu einer Verpflichtung des Flügelstürmers vom Wuppertaler SV.
Mit dem Nachfolger von Helmuth Johannsen, Otto Knefler, spielten die Niedersachsen 1970/71 eine erstaunlich gute Runde. Skrotzki gehörte mit 27 Ligaeinsätzen und zwei Toren zum Kreis der Stammspieler. Mit Ex-Nationalstürmer Klaus Gerwien wechselte er sich auf Rechtsaußen an der Seite von Mittelstürmer Jaro Deppe und Linksaußen Dietmar Erler im Angriff der Eintracht ab. Braunschweig belegte am Rundenende den 4. Rang. Seine ersten 12 Ligaeinsätze erlebte Skrotzki jeweils als Einwechselspieler in der zweiten Halbzeit; erstmals am 23. Januar 1971 lief er beim Auswärtsspiel beim FC Schalke 04 (0:1) in der Startelf auf. Zum überraschenden 4. Rang trug aber wesentlich die Torgefährlichkeit von Mittelfeldspieler Lothar Ulsaß mit 18 Treffern, unterstützt von Bernd Gersdorff, Max Lorenz und Michael Polywka bei. In seinem zweiten Braunschweiger Jahr, 1971/72, folgten lediglich noch neun weitere Bundesligaeinsätze. Mit Ludwig Bründl, Jürgen Dudda und Hartmut Konschal waren drei Offensivkräfte neu zur Eintracht gekommen.
Zur Saison 1972/73 unterschrieb der „Wandervogel“ beim Aufsteiger SpVgg 07 Ludwigsburg einen neuen Vertrag in der Fußball-Regionalliga Süd. Er startete unter Trainer Gunther Baumann am 29. Juli 1972 mit einer 1:2-Auswärtsniederlage beim Freiburger FC mit den Schwarz-Gelben aus der Barockstadt in die Ligarunde. Im November wurde Baumann vom ehemaligen Karlsruher SC-Spieler Kurt Sommerlatt abgelöst und die Spielvereinigung trotzte dem KSC am 17. März 1973 im Heimspiel vor 12.000 Zuschauern auch ein 2:2 ab. Die gesamte Runde stand unter dem Gebot des Kampfes um den Klassenerhalt. Mit einem 4:0-Heimerfolg beendete Ludwigsburg am 13. Mai mit 28:40 Punkten die Runde. Skrotzki, er hatte zumeist im Mittelfeld gespielt, war in 27 Ligaspielen aufgelaufen und hatte vier Tore an der Seite von Mitspielern wie Peter Rübenach, Hans Mayer, Dieter Dollmann, Rainer Eisenhardt, Heinz Stickel, Hans Hägele, Rainer Lippert und Georg Beichle erzielt. Mit einem Punkt Rückstand zum Freiburger FC stieg Ludwigsburg als 16. in das Amateurlager ab und Skrotzki unterschrieb beim 1. FC Schweinfurt einen neuen Vertrag.
Mit den Grün-Schwarzen aus Unterfranken absolvierte er die letzte Saison der alten, zweitklassigen Regionalliga und belegte mit seinem neuen Verein den 15. Rang. Skrotzki hatte in 26 Regionalligaspielen zwei Tore erzielt und Schweinfurt war zur Saison 1974/75 für die neu startende 2. Bundesliga qualifiziert. Im Debütjahr der in zwei Staffeln angetretenen 2. Bundesliga, 1974/75, spielte das Team aus dem Willy-Sachs-Stadion unter Trainer Istvan Sztani eine überaus gute Runde. Punktgleich mit Vizemeister FK Pirmasens, beide wiesen je 48:28 Punkte vor, belegten die Mannen um Skrotzki, Lothar Emmerich, Werner Seubert und Harald Aumeier den 3. Rang. Skrotzki hatte in 27 Zweitligaspielen sechs Tore dabei erzielt. Beim ebenso überraschenden Abstieg im folgenden Jahr, kamen bei ihm nochmals 27 Spiele mit zwei Toren in der 2. Bundesliga hinzu. Im Sommer 1976 beendete er nach insgesamt 36 Bundesligaspielen (2 Tore), 54 2. Bundesligaspielen (8 Tore) und 215 Regionalligaspielen mit 41 Toren seine höherklassige Spielerlaufbahn.

## Sonstiges
1971 wurde Skrotzki wegen seiner Beteiligung am Bundesliga-Skandal zu einer Geldstrafe in Höhe von 4400 DM verurteilt.